# Gödöllői Sport Klub
Il Gödöllői Sport Klub è una squadra ungherese di calcio a 5 con sede a Gödöllő. 

## Storia
I successi del Gödöllő si concentrano nel biennio 2005-2007 quando la squadra vinse per due volte sia il campionato nazionale che la Coppa d'Ungheria. A livello continentale i tori hanno raggiunto il turno élite della Coppa UEFA 2006-07 mentre nell'edizione seguente si sono fermati al turno principale.

## Palmarès
- Campionato ungherese: 2
2005-2006, 2006-2007
- Coppa d'Ungheria: 2
2005-2006, 2006-2007